# دهستان آب رئیس
دهستان آب رییس نام دهستانی در بخش بزمان شهرستان ایرانشهر، استان سیستان و بلوچستان در ایران است. بر اساس سرشماری مرکز آمار ایران در سال ۱۳۸۵، جمعیت آن ۱۵۵۵ نفر (۳۲۷ خانوار) بوده‌است.